# أكيم ويبر
أكيم ويبر (بالألمانية: Achim Weber)‏ (11 مارس 1969 كولونيا ألمانيا - ) هو لاعب كرة قدم ألماني يلعب كمهاجم.

## روابط خارجية
- أكيم ويبر على موقع قاعدة بيانات كرة القدم.إي يو (الإنجليزية)
- أكيم ويبر على موقع بيانات كرة القدم. دي إي (الألمانية)
- أكيم ويبر على موقع عالم كرة القدم.نت (الإنجليزية)